# رافاييل فالاداريس
رافاييل فالاداريس (بالإسبانية: Rafael Valladares)‏ هو منافس ألعاب قوى هندوراسي، ولد في 28 يونيو 1962.

## وصلات خارجية
- رافاييل فالاداريس على موقع أوليمبيديا (الإنجليزية)